# Улугбек
Улугбек (полное имя Мухаммед Тарагай ибн Шахрух ибн Тимур Улугбек Гураган, перс. میرزا محمد طارق بن شاهرخ‎, чагат. ‏اولغ‌بیگ‎‎; 22 марта 1394, Сольтание — 27 октября 1449, Самарканд) — среднеазиатский государственный деятель, правитель тюркской державы Тимуридов, сын Шахруха, внук Тамерлана. Известен как выдающийся математик, астроном, просветитель и поэт своего времени, также интересовался историей и поэзией. Основал одну из важнейших обсерваторий средневековья.
Имя Улугбек — тюркское и означает «великий» или «старший бек».
В среднеазиатской литературе (А. Навои) и академической литературе эпохи Российской империи, советского периода применялось также имя Мирза Улугбек.
Титул «Гураган» — иранизированный вариант монгольского күрүгэн или хүргэн, «зять», «ханский жених». Титул Гуркани первым принял Тамерлан, породнившись с домом чингизидов. Некоторые представители династии Тимуридов вступали в брак с чингизидками и таким образом приобретали титул Гурагани.
В российских энциклопедиях Улугбек называется среднеазиатским или узбекским деятелем.  В Энциклопедическом словаре Брокгауза и Ефрона (не позже 1907) «Улуг Бег» (sic) был назван «татарским князем».

## Биография
Родился 22 марта 1394 года в городе Султании во время пятилетнего похода своего деда Тамерлана. Отцом его был младший сын Тимура Шахрух (1377—1447). Его матерью была Гаухаршад бегим, дочь представителя тюркского рода кишлык Гиясиддина Тархана. Это племя упоминается в числе 92 узбекских племён. Настоящее имя Мирзо Улугбека было Мухаммад Тарагай. Так он был назван в честь отца Тимура. Но стал более известным под именем Улугбек. Воспитателем Улугбека был поэт и учёный Ариф Азари.
Перед походом на Китай в 1404 году Тимур пожаловал Сайрам, Аулие-ата и восточные территории своему внуку Мирзо Улугбеку. В 1405 году Тимур умер, и после падения власти внука Тимура Халиль-Султана (1405—1409), младший сын Тимура Шахрух отказался от трона в Самарканде и передал трон своему сыну Улугбеку. Его старший сын Улугбек в 1409 году был объявлен правителем Мавераннахра со столицей в Самарканде. Его опекуном был полководец Тимура Шахмалик. С 1411 года его правление становится суверенным.
Известно о трёх жёнах Улугбека: Ак-Султан Ханике, чингизидке и дочери Махмуд-хана, дочери Халила Султана, имя которой не известно, и Огэ бегим — дочери Мухаммад Султана, внука Тимура. Последняя родилась примерно в 1394 году, и 19 августа 1412 года в Герате она родила ему дочь — Хасибу Султан Ханзаду. Огэ-бегим умерла в 1419 году и, по легендам, могла быть похоронена в Мавзолее Гур Эмир.
Мирзо Улугбек был женат на дочери узбекского хана Абулхайир-хана, от которой у него был сын Тимур, умерший в детстве.

## Политическая и научная деятельность
По преданию, ещё в детстве Улугбек имел возможность посетить развалины знаменитой обсерватории Ат-Туси, Насир ад-Дина в Мараге. Это произвело на любознательного Улугбека сильное впечатление и определило его увлечение астрономией. При Улугбеке Самарканд стал одним из мировых центров науки средневековья. Здесь, в Самарканде первой половины XV века, вокруг Улугбека возникла целая научная школа, объединившая видных астрономов и математиков — Гиясиддина Джамшида Каши, Казизаде Руми, ал-Кушчи. В Самарканде в то время жили историк Хафизи Абру, написавший замечательный труд по истории Средней Азии, знаменитый медик Мавлоно Нафис, поэты Сиражиддин Самарканди, Саккаки, Лутфи, Бадахши и др.
Основным интересом Улугбека в науке была астрономия. В 1428 году было завершено строительство обсерватории Улугбека, главным инструментом которой был стенной квадрант с радиусом 40 метров и с рабочей частью от 20° до 80°, которому не было равных в мире. Сотрудниками Улугбека были такие выдающиеся астрономы, как Кази-заде ар-Руми, ал-Каши, ал-Кушчи. В обсерватории Улугбека к 1437 году был составлен Гурганский зидж — каталог звёздного неба, в котором были описаны 1018 звёзд. Там же была определена длина звёздного года: 365 дней, 6 часов, 10 минут, 8 секунд (с погрешностью + 58 секунд) и наклон оси Земли: 23,52° (наиболее точное измерение).
Главным научным трудом Улугбека по праву считаются «Зиджи джадиди Гурагани» или «Новые Гурагановы астрономические таблицы». Автор завершил это произведение в 1444 году после тридцати лет кропотливой работы и астрономических наблюдений. Астрономический справочник вскоре был переведён на латинский язык и наряду с «Альмагестом» Клавдия Птолемея и астрономическими таблицами кастильского короля Альфонса X являлся пособием по астрономии во всех обсерваториях Европы.
Точность этих таблиц превосходила все достигнутое ранее на Востоке и в Европе. Лишь в XVII в. Тихо Браге удалось добиться сравнимой с самаркандскими наблюдениями точности, а затем и превзойти её. Неудивительно, что «Зидж Улугбека» постоянно привлекал к себе внимание астрономов, как на Востоке, так и в Европе.
Создание Самаркандской обсерватории стало возможным потому, что в лице Улугбека слились воедино важнейшие слагаемые успеха: талантливый учёный, ясно представлявший себе научную цель и пути её осуществления, и правитель могущественного государства, располагавший достаточными средствами. Важнейшим итогом Самаркандской школы считается каталог звёзд. На Востоке такие каталоги назывались зиджами. Предшествовавшие звёздные каталоги, по-видимому, были основаны на наблюдениях Гиппарха, приведённых к соответствующей эпохе. «Зидж Улугбека» во многом базировался на собственных наблюдениях.
Улугбек был большим меценатом науки и искусств. Кроме астрономии и географии он увлекался поэзией и историей. Возможно, автором исторического произведения «История четырёх улусов» («Тарих-и арба улус») был сам Улугбек.
С 1427 по 1447 год Улугбек практически не вёл никаких серьёзных военных действий.
В 1428 году он провёл важную денежную реформу в стране, оказавшую благоприятное воздействие на экономику государства.

## Организация высшего образования и основание медресе
Продолжая политику своего деда Тимура, Улугбек заботился о развитии системы высшего образования в стране. В 1417—1420 годах Улугбек построил в Самарканде медресе, которое стало первым строением в архитектурном ансамбле Регистан. В это медресе Улугбек пригласил большое количество астрономов и математиков исламского мира. Другие два медресе были построены в Гиждуване и Бухаре. На портале последнего сохранилась надпись (хадис пророка Мухаммада): «Стремление к знанию есть обязанность каждого мусульманина и мусульманки». Вообще, все многочисленные надписи на медресе призывают людей к занятиям науками.
В 2020 году исполнилось 600 лет со дня открытия медресе Мирзо Улугбека в Самарканде.

## Покровительство тюркской литературе
Сам Улугбек покровительствовал тюркским поэтам, например, Саккаки. Окружение Улугбека старалось подражать ему. Так эмир Арслан-ходжа тархан спонсировал составление в 1444 году в Самарканде нового списка тюркской поэмы Ахмада Югнаки «Подарок истин».

## Дети Улугбека
У Улугбека было несколько сыновей и дочерей. Старшим сыном был Абд ал-Латиф, младшим — Абд ал-Азиз. Дочери Улугбека: Тагай Туркан, Хан-зада-бегим, Кутлуг Туркан ага, Султан бахт, Ак Баш, Рабия Султан бегим.
Его дочь Рабия Султан Бегим была позже выдана замуж за правителя Узбекского ханства Абу-л-хайра (1412—1468). От неё родились узбекские ханы Кучкунджи-хан, Суюнчходжа-хан, правившие в Самарканде и Мавераннахре в XVI веке.

## Последние годы Улугбека
После смерти Шахруха в 1447 году в стране начались междоусобицы. После поражения в Хорасанском походе в 1447 году между Улугбеком и его старшим сыном Абд ал-Латифом возник конфликт, перешедший в военные действия. В октябре 1449 года в окрестностях Димишка к западу от Самарканда произошло сражение, в котором войска Улугбека были разбиты Вскоре после этого Улугбек был предательски убит.

## Последний день Улугбека
Улугбек был убит в октябре 1449 года. О смерти Улугбека историк Мирхонд передаёт подробный рассказ со слов провожавшего Улугбека хаджи Мухаммед-Хисрау.

Улугбек вместе с хаджи вечером выехал верхом из Самарканда; он был весел и разговаривал обо всём. Когда они проехали небольшое расстояние, их догнал какой-то чагатай из рода сулдузов и от имени хана велел им остановиться в соседней деревне, чтобы могли быть закончены приготовления к путешествию Улугбека. …Очень смущённый этим распоряжением, Улугбек был вынужден остановиться в соседней деревне и вошёл в один из домов. Было холодно. Улугбек велел развести огонь и сварить мясо. Искра от пламени, разведённого нукерами, упала на плащ Улугбека и сожгла часть его; Улугбек посмотрел на огонь и сказал по-тюркски: Сен хем бильдин («ты тоже узнал»). Мысли Улугбека приняли мрачное направление; хаджи тщетно старался его утешить…

Далее Мирхонд рассказывает, как в дом вошли двое, которые напали на Улугбека. Один из них, человек по имени Аббас, убил великого учёного.

## Итоги научной деятельности
Знаменитый ученик Улугбека, самаркандский астроном Али Кушчи (1403—1474), после смерти Улугбека в 1470-х годах прибыл в Стамбул, где был назначен профессором медресе Айя София. В 1569 году султан Османской империи по просьбе главного астронома империи Таки ад-дина (1526—1585) финансировал строительство обсерватории по примеру Самаркандской обсерватории Улугбека. Сам Таки ад-дин увлёкся астрономией после знакомства с внуком самаркандского астронома Али Кушчи во время поездки в Стамбул. В 1580 году под давлением реакционеров здание обсерватории было уничтожено.
Обсерватория Улугбека же постепенно разрушалась и в конце XVII века была разобрана на кирпичи.
Европейским астрономам звёздный каталог Улугбека стал известен после его публикации в 1648 году в Оксфорде — одном из старейших очагов науки и культуры Англии — где впервые была частично опубликована главная работа, выполненная в знаменитой самаркандской обсерватории Улугбека. Работу подготовил к печати и прокомментировал Джон Гривс (1602—1652), профессор астрономии Оксфордского университета. Позже фрагменты каталога издавались в Англии неоднократно.
Спустя 17 лет после первой оксфордской публикации, учёный хранитель Бодлеянской библиотеки в Оксфорде, английский востоковед и переводчик Томас Хайд (1636—1703) подготовил и напечатал на персидском и латинском языках новое издание самаркандского каталога под названием «Tabulae Long, ас Lat. Stellarum Fixarum, ex observatione Ulugh Beighi», Oxonii, 1665.
В «Каталоге звёздного неба», изданном Яном Гевелием, есть гравюра, изображающая символическое собрание величайших астрономов мира, живших в разные времена в различных странах. Они сидят за столом, расположившись по обе стороны от музы астрономии Урании. Среди них изображён и Улугбек.
Немецкий астроном и составитель карт Луны Иоганн Генрих фон Медлер в честь Улугбека назвал лунный кратер Улугбек, нанесённый на его лунную карту 1830 года.
Наиболее подробный анализ звёздного каталога Улугбека, основанный на изучении 8 рукописей, хранившихся в библиотеках Великобритании, был опубликован в США в 1917 году Э. Б. Кноблем под названием «Ulugh Beg’s Catalogue of Stars. Revised from all Persian Manuscripts Existing in Great Britain».
Стараниями В. Л. Вяткина в 1908 и 1914 годах было найдено местонахождение остатков обсерватории Улугбека и произведены их первые раскопки. Исследования обсерватории были успешно продолжены М. Е. Массоном в 1941 году, В. А. Шишкиным в 1948 году.
Сохранились некоторые личные вещи Улугбека, однако они разбросаны по разным музеям и частным коллекциям мира. Его личный сундучок хранится в Стамбульском музее Топкапы. Рубиновый камень, когда-то украшавший корону Улугбека, находится в частной коллекции арабского шейха ас-Сабаха. Кубок Улугбека, выполненный из нефрита, экспонируется в музее фонда Галуста Гюльбенкяна в Лиссабоне и считается одной из «жемчужин» коллекции. Нефритовая чаша Улугбека (с ручкой в виде надкусывающего край льва) хранится в Британском музее. На чашке выгравирована надпись на среднеазиатском тюркском языке (Карами Хакка нихоят йукдур), что означает «Щедрость Бога бесконечна».

## Легенды
Поскольку Улугбек был и великим учёным, и правителем, про него известно немало легенд.

### Легенда о медресе Улугбека
Когда медресе было почти построено, Улугбека спросили, кто будет первым мударрисом (преподавателем) этого медресе. Улугбек ответил: «Самый сведущий во всех науках человек». Тут поднялся из толпы оборванный человек — некий Хавафи и стал претендовать на это место. Поговорив с ним, Улугбек доверил ему прочитать лекцию при открытии медресе, на которой присутствовало 90 ученых: поняли лекцию два человека — Казы-Заде Руми (учитель Улугбека) и сам Улугбек.

### Легенда о библиотеке Улугбека
Историки и современники сообщают, что библиотека была чрезвычайно богатой. Основу ее фонда составили книги, привезённые Тимуром из завоеванных им стран — «…собрав все армянские и персидские книги, сколько мог найти, послал их в Самарканд и поместил там в одной башне. Под страхом строжайшего наказания запретил он выносить книги из башни, а желающим читать их разрешал заниматься в башне».
При Улугбеке Библиотека продолжала расширяться — рукописи покупались в других городах и переписывались в придворной мастерской — китаб-хане. Предполагают, что Улугбек лично являлся библиотекарем книгохранилища. Сколько их было и какие именно книги входили в библиотеку, неизвестно. Однако после трагической гибели Улугбека следы библиотеки теряются. Раскопки обсерватории Улугбека, в которой предположительно находилось книгохранилище при Улугбеке, книг не обнаружили.

## Память
- Академик АН УзССР Т. Кары-Ниязов написал монографию «Астрономическая школа Улугбека» в 1950 году и за это получил Сталинскую премию в 1952 году.
- По инициативе академика И. М. Муминова в апреле 1969 года в Ташкенте была проведена юбилейная научная конференция, посвящённая 575-летию со дня рождения Мирзо Улугбека, а в 1970 году в Самарканде впервые был воздвигнут памятник Улугбеку.
- В 1966 году в Узбекистане был снят фильм «Звезда Улугбека»[35].
- Писатель Максуд Шейхзаде в 1964 году написал пьесу «Мирза Улугбек».
- Писатель Адыл Якубов написал роман «Сокровища Улугбека» (с 1970 по 1973 год).
- В 1970-е годы в Узбекистане на основе романа Адыла Якубова был снят многосерийный видеофильм «Сокровища Улугбека».
- По указу первого президента Узбекистана И. А. Каримова 1994 год был объявлен годом Мирзо Улугбека.
- Национальный университет Узбекистана носит имя Мирзо Улугбека[36].
- Имя присвоено Ферганскому государственному педагогическому институту.
- Имя Мирзо Улугбека носят проспекты и улицы в Ташкенте, Самарканде, Бухаре и других городах Узбекистана.
- Именем Улугбека названа одна из улиц Алматы.
- Одна из станций Ташкентского метрополитена носит имя «Мирзо Улугбек».
- Имя Улугбек носит посёлок городского типа в Ташкентской области Узбекистана.
- Один из районов (туманов) города Ташкента носит имя Мирзо Улугбека.
- Самаркандский государственный архитектурно-строительный институт имени Мирзо Улугбека.
- Композитор Алексей Козловский написал оперу «Улугбек» (Ташкент, 1942, 2-я ред. 1958).
- Писатель и поэт Хуршид Даврон написал повесть «Внук Сахибкирана» (1994) и пьесу «Звезда Альгул, или Последний день Улугбека».
- В Самарканде создан Музей Мирзо Улугбека[37].
- Памятники Мирзо Улугбеку установлены в Ташкенте и Самарканде.
- В парке Кронвалда в Риге неподалёку от посольства Узбекистана установлен памятник Мирзо Улугбеку.
- Улугбекия — род растений семейства Бурачниковые.
- Астрономический институт имени Улугбека Академии Наук Республики Узбекистан назван в честь великого учёного.
- Улугбек — кратер на видимой стороне Луны возле северо-западного края лимба.
- (2439) Улугбек — астероид главного пояса, открытый в 1977 году.
- В июле 2020 года администрация Самаркандского государственного университета совместно с российскими учёными из Казанского Федерального университета провела международную конференцию, посвящённую 600-летию открытия медресе Улугбека.[38] Широкое празднование не было поддержано ни одним высшим учебным заведением столицы Узбекистана — Ташкента, включая национальный Университет Узбекистана, который носит имя Мирзо Улугбека.
- Род тероподовых динозавров улугбегзавр, описанный в 2021 году, назван в честь Улугбека.